# Corentin Mézou
Pas d'image ? Cliquez ici

a Compétitions nationales et continentales officielles uniquement.

b Matchs officiels uniquement.
Dernière mise à jour le 15 juillet 2025.
Corentin Mézou, né le 20 avril 2005 à Plougastel-Daoulas (Finistère), est un joueur français de rugby à XV évoluant au poste de deuxième ligne au RC Toulon.
Son frère ainé, Timothé Mézou, est également un joueur professionnel de rugby à XV.

## Biographie
Né le 20 avril 2005 à Plougastel-Daoulas dans le Finistère,, Corentin Mézou commence la pratique du rugby à XV dans les équipes de jeunes de l'UR Landerneau et du RC Plabennec avant de rejoindre le RC Vannes en 2020. 
Il rejoint ensuite le Rugby Club toulonnais en 2023. Depuis son arrivée au RCT, Corentin Mézou est sélectionné par l'équipe de France des moins de 20 ans dans le cadre du Tournoi des Six Nations 2024 durant lequel il joue son premier match face à l'Irlande,. Il participe par la suite au Championnat du monde junior ; les Bleuets vont jusqu'en finale où ils s'inclinent face à l'Angleterre.
Durant le mois de septembre 2024, il fait ses débuts professionnels en tant que titulaire avec le RC Toulon contre le Stade français Paris en Top 14. Une semaine plus tard, il est de nouveau aligné et affronte son ancien club formateur du RC Vannes où évolue son frère ainé Timothé. En janvier 2025, il est à nouveau appelé sous le maillot national des moins de 20 ans dans le cadre du Tournoi des Six Nations ; il décroche à cette occasion son premier titre.
En juin 2025, il est retenu pour le Championnat du monde junior.

## Palmarès
- Finaliste du Championnat du monde junior en 2024 avec l'équipe de France des moins de 20 ans.
- Vainqueur du Tournoi des Six Nations en 2025 avec l'équipe de France des moins de 20 ans.